# Andreiașu de Sus, Vrancea
Andreiașu de Sus este un sat în comuna Andreiașu de Jos din județul Vrancea, Muntenia, România. Se află în partea centrală a județului,  în Subcarpații de Curbură. La recensământul din 2002 avea o populație de 115 locuitori.